# Wallanlage Alte Burg Erberich

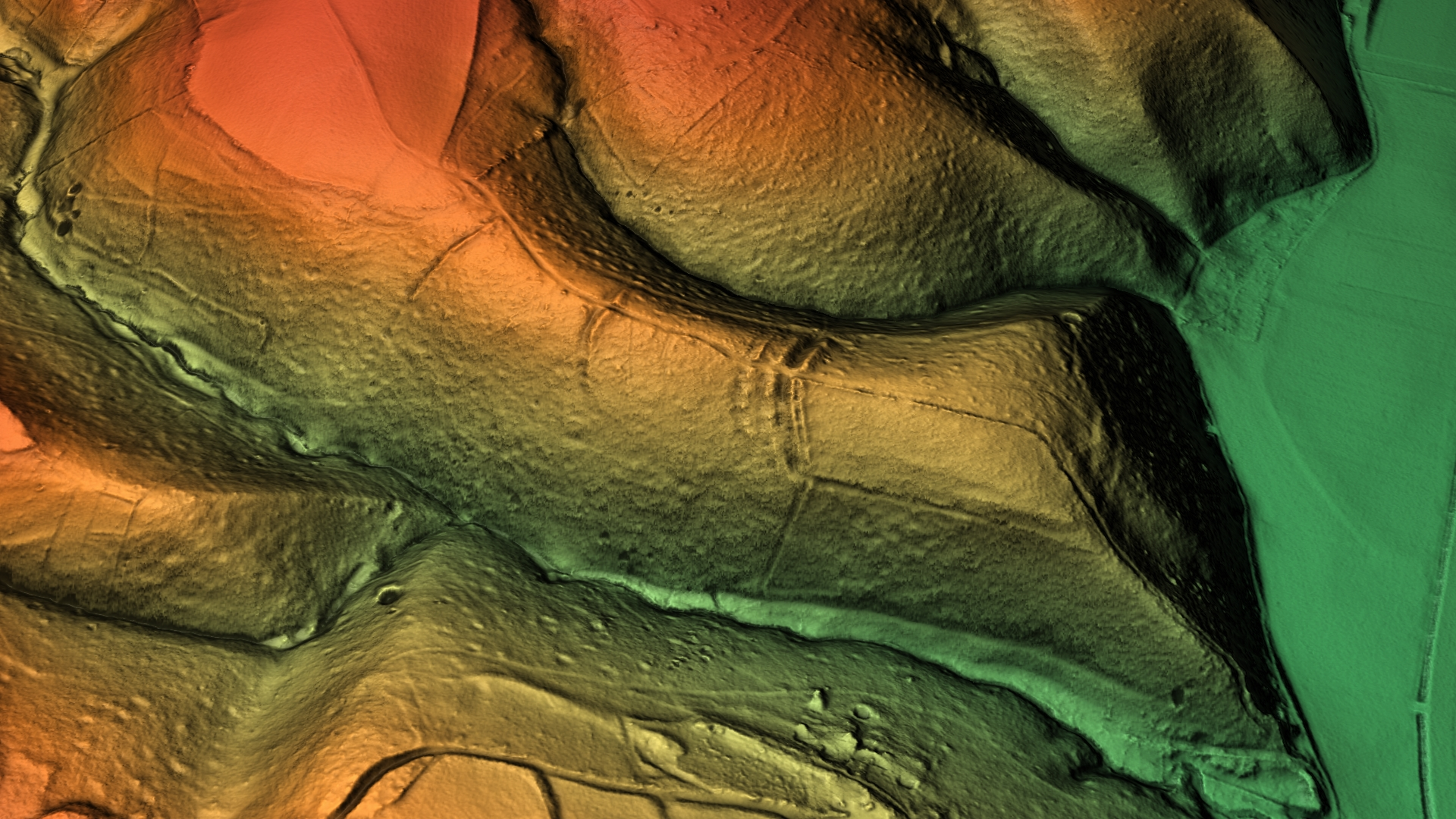
3D-Ansicht des digitalen Geländemodells

Die Wallanlage „Alte Burg“ Erberich liegt südöstlich der Ortschaft Erberich hoch über dem Dhünntal in der Gemeinde Odenthal im Rheinisch-Bergischen Kreis. Es handelt sich um die älteste spätbronzezeitliche Siedlungsbefestigung im Rheinland und Bergischen Land.

## Beschreibung
Es handelt sich um ein mehrfach gestaffeltes Wall-Graben-System. Fünf Abschnittswälle verlaufen hintereinander von Südosten nach Nordwesten und besitzen je einen vorgelagerten Graben. Die Wälle wurden vermutlich aus dem Erdreich aufgeschüttet, das man aus den Gräben ausgehoben hatte. Die beiden äußeren Wälle im Nordwesten haben einen Abstand von 80 Metern zueinander. Drei weitere dicht hintereinander liegende Wälle folgen in etwa 70 Metern Abstand zu den vorderen. Die Wälle sind durchschnittlich ein Meter bis 1,6 Meter hoch. Lediglich der fünfte Wall ist mit 2,2 Metern deutlich höher.
Unterhalb der Bergkuppe mit der darauf befindlichen Anlage befindet sich eine, den südöstlich neben dem Hang befindlichen Siefenbach vormals stauende Stauwallung. Dort wird das Tal zum Dünnthal hin durch einen massiven und nicht natürlichen Damm versperrt, so dass der dort befindliche Siefenbach gestaut wurde. Der Damm hat heute circa 6 m Breite und eine Höhe von 3 m. Es wurde dadurch ein erhebliches Annäherungshindernis an den Burgberg geschaffen, nämlich ein breiter und mind 3 m tiefer künstlicher „Stausee“. In Trockenperioden wäre aufgrund der erheblichen Wasserfläche sicher immer noch eine Versumpfung vorhanden gewesen. Auch heute noch ist der gesamte Bereich hinter dem Wall ein Feuchtgebiet. Diese Ausnutzung von Wasser als Annäherungshindernis ist typisch erst ab dem frühen Mittelalter und findet sich bei weiteren Anlagen im Bergischen Land, z. B. an der Kramerburg.
Unmittelbar gegenüber der Anlage auf der anderen Seite des Dünnthals befinden sich auf den dortigen Bergrücken ebenfalls Abschnittsbefestigungen (Wallanlage Bülsberg, Wallanlage Bülsberg/Spezardmühle und Wallanlage auf dem südlich davon gelegenen Berg). Die letztgenannte Anlage riegelt unter Ausnutzung des natürlichen Schutzes im Übrigen mit einem Wall-Graben-Systhem einen Bergrücken komplett ab. Ein Zusammenhang mit der Wallanlage Alte Burg Erberich liegt zumindest nah. Ob sie eine konkrete Funktion möglicherweise gemeinsam mit der Wallanlage Alte Burg Erberich (z. B. Kontrolle des Durchgangs im Dhünntal oder Wachposten) hatte oder auch ein Vorgängerbau war, muss die weitere Forschung klären.
Eine Innenbebauung der Anlage konnte nachgewiesen werden, es wurden Gebäude im innersten Bereich der Befestigungsanlage errichtet, ganz vorne auf dem steil ins Dhünntal und zu zwei Seitentälern abfallenden Geländesporn. Entsprechende Pfostenlöcher dieser Holzbauten haben Archäologen des LVR 2017 gefunden.
Die Anlage wurde 2018 bis in die späte Bronzezeit datiert, es handelt sich damit um die erste gefundene und älteste spätbronzezeitliche Abschnittsbefestigung im Rheinland. Die nächste Anlage dieser Art liegt im Westerwald. Die Datierung erfolgte anhand von Untersuchungen von Holzkohleresten aus dem zweiten Wallgraben. Weitere Funde wie eine bronzene Sichel, die in die späte Bronzezeit (ca. 13. bis 9. Jahrhundert vor Christus) zu datieren ist, sowie ein in unmittelbarer Nähe gefundener Bronzering belegen die Nutzung in der Bronzezeit und stützen die C14-Datierung.
Ausgrabungen von Steingeräten und Keramikfragmenten in der unmittelbaren Umgebung der Wallanlage datieren sodann in die ältere Eisenzeit (ca. 8. bis 5. Jahrhundert vor Christus) und bis in die römische Kaiserzeit (2. Jahrhundert nach Christus). Aus dem Bereich der Wallanlage selbst stammen Gefäßreste des Mittelalters und der älteren Eisenzeit. Den ältesten Fund vom Gelände markiert ein kleines Steinbeil, das eine Nutzung oder Begehung des Geländesporns in der Jungsteinzeit (ca. 5200 bis 2200 vor Christus) belegt.
Aus archäologischer Sicht ist es ohne weiteres denkbar, dass nicht alle Wälle gleichzeitig angelegt wurden. Möglich ist auch, dass ältere Wälle in jüngeren Perioden wieder genutzt oder gegebenenfalls auch ausgebaut wurden. Für alle Perioden, die durch eindeutige Funde belegt sind, ist – in größerem räumlichen Maßstab – die Erbauung vergleichbarer Abschnittsbefestigungen bekannt. Die ältesten vergleichbaren Anlagen stammen aus der Jungsteinzeit. Auch in der späten Bronzezeit und der Eisenzeit gehören befestigte Höhensiedlungen zum Siedlungssystem. Für die Bronzezeit ist die Besiedelung der Gegend insgesamt gut belegt, wie z. B. auch die Bronzezeitlichen Gräberfelder bei Köln-Dünnwald (ca. 6 km Luftlinie) belegen.
Die Nutzung vorhandener Befestigungsanlagen und der Weiter- oder Ausbau über die Jahrhunderte wäre auch nicht ungewöhnlich. Die Annahme, dass die Anlage über mehrere Jahrhunderte, ggf. in unterschiedlicher Ausprägung genutzt wurde, erscheint daher wahrscheinlich. Die Gesamtschau auf die Anlage zeigt typische Befestigungsmerkmale aus verschiedenen Epochen: Die strategisch günstige und gut zu verteidigender Lage, sodann ein zurückliegender Bergrücken und die Ausnutzung von Steile und Anlage einer Wallbefestigung, die auch zwischen der späten Bronzezeit über die Eisenzeit bis in die römische Kaiserzeit zu finden sind. Hierbei ist jedoch die Anlage von eher „einfacher“ Befestigung und nicht vergleichbar z. B. mit dem System der Erdenburg oder anderer bekannter Befestigungsanlagen ab der mittleren Eisenzeit oder römischen Kaiserzeit, die für die linksrheinischen Regionen z. B. von Caesar für keltische Anlagen wie z. B. Aduaduca beschrieben wurden.
Das Vorhandensein der erst für das Frühmittelalter typischen Trias „Wasser, Sumpf, Steile“, die bei einer Vielzahl an Anlagen im Bergischen Land aus dem Mittelalter bekannt ist, wie z. B. der Kramerburg oder der nahe gelegenen Eifgenburg legt jedenfalls nahe, dass die Anlage bis ins frühe Mittelalter genutzt worden sein dürfte. Dies wird auch durch entsprechend datierte Funde im Bereich der Wallanlage gestützt.
Für viele Wallanlagen im Bergischen Land wird häufig ein Zusammenhang mit den Ungarneinfällen des 10. Jahrhunderts n. Chr. postuliert.

## Bodendenkmal
Die Wallanlage „Alte Burg“ Erberich wurde als Bodendenkmal Nr. 1 in die Liste der Bodendenkmäler in Odenthal eingetragen.